# جایرودین ران روتورسایکل
جایرودین ران روتورسایکل (به انگلیسی: Gyrodyne RON Rotorcycle) یک هواچرخ کواکسیال بود که به سفارش و تأمین بودجه از سوی نیروی دریایی ایالات متحده آمریکا توسط شرکت جایرودین ساخته شد. بعدها بعنوان یکی از گزینه‌های سپاه تفنگداران دریایی ایالات متحده مطرح شد. از ویژگی‌هایی که نیروهای مسلح آمریکا برای این بالگرد تعیین کرده بودند، نشست و برخاست از روی آب بود. این بالگرد تک‌موتوره دارای یک موتور پیستونی پورشه هواخنک ۷۲ اسب بخاری بود. درنهایت این محصول انتظارات نیروهای مسلح آمریکا را برآورده نکرد و تنها ۱۰ فروند از آن تولید شد. این محصول توسعه یافت و به جایرودین کیو.اچ ۵۰ دش تبدیل شد.

## Specifications

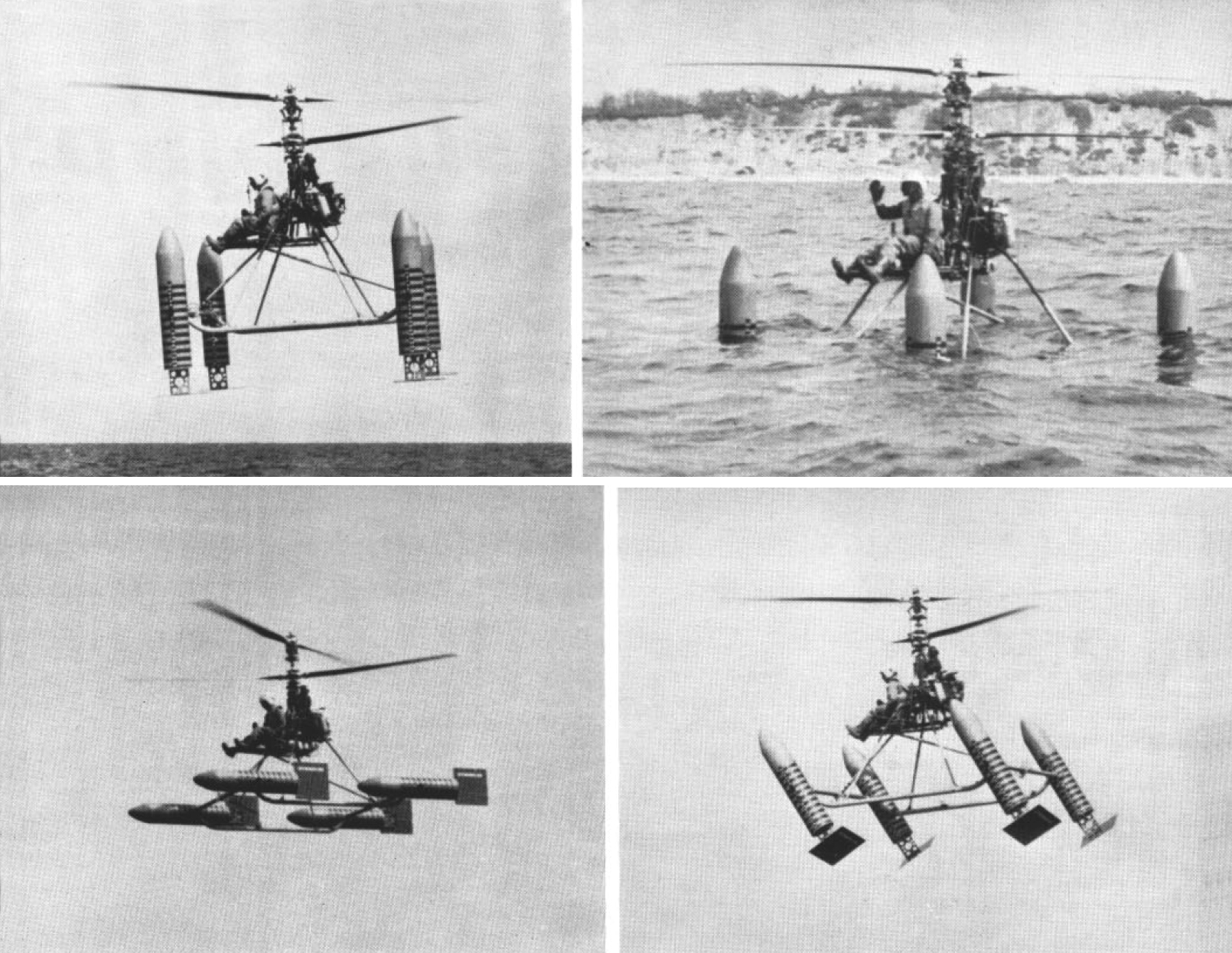
درحال نشست و برخاست بر آب

داده‌ها از Jane's All The World's Aircraft 1961–62
ویژگی‌های عمومی
- خدمه: ۱
- طول: ۱۱ فوت ۶ اینچ (۳٫۵۱ متر)
- وزن خالی: ۵۵۰ پوند (۲۴۹ کیلوگرم)
- وزن ناخالص: ۸۳۲ پوند (۳۷۷ کیلوگرم)
- بیشترین وزن برخاست: ۹۰۶ پوند (۴۱۱ کیلوگرم)
- پیشرانه: ۱ عدد 4-cylinder air-cooled horizontally-opposed piston engine Porsche YO-95-6, ۷۲ اسب بخار (۵۴ کیلووات)
- قطر روتور اصلی: ۲ عدد ۲۰ فوت (۶٫۱ متر)
- مساحت روتور اصلی: ۳۱۴ فوت مربع (۲۹٫۲ متر مربع)

عملکرد
- حداکثر سرعت: ۷۸ مایل بر ساعت (۱۲۶ کیلومتر بر ساعت، ۶۸ گره)
- سرعت کروز: ۶۰ مایل بر ساعت (۹۷ کیلومتر بر ساعت، ۵۲ گره)
- بُرد: ۵۵ مایل (۸۹ کیلومتر، ۴۸ مایل دریایی)
- بُرد معبر: ۱۱۲ مایل (۱۸۰ کیلومتر، ۹۷ مایل دریایی) (overload weight, auxiliary fuel)
- حداکثر ارتفاع: ۱۲٬۴۰۰ فوت (۳٬۸۰۰ متر)
- نرخ صعود: ۱٬۱۴۰ فوت بر دقیقه (۵٫۸ متر بر ثانیه)